# Этельбальд (король Уэссекса)
Этельбальд (др.-англ. Æthelbald, англ. Ethelbald; 829, 831 или 834 — 20 декабря 860) — король Уэссекса в 856—860 годах..

## Биография
Этельбальд, старший сын Этельвульфа и Осбурги, управлял Уэссексом во время паломничества своего отца в Рим. Однако узнав, что папа римский Лев IV короновал его брата Альфреда, при поддержке знати поднял мятеж против отца. Этельвульф, слишком слабый и набожный, чтобы спорить о земной власти, а также не желая ссориться с сыном, заключил с ним в 856 году договор о разделе государства. Согласно ему Этельбальд получил лучшую западную часть королевства, а за Этельвульфом осталась худшая, восточная, наиболее подверженная нападениям норманнов. После смерти отца в 858 году Этельбальд женился на овдовевшей мачехе, 14-летней Юдифи, но этот брак был аннулирован по причине кровного родства.
Этельбальд умер так не оставив наследников 20 декабря 860 года и был похоронен в Шерборнском аббатстве. После его смерти Уэссекс вновь был объединён под властью Этельберта.